# Gaston Eyskens
Gaston Eyskens (Lier, 1º aprile 1905 – Lovanio, 3 gennaio 1988) è stato un politico belga.
Professore all'Università Cattolica di Lovanio, iniziò la sua carriera politica come deputato cattolico per il distretto di Lovanio nel 1939. Ministro delle finanze nel 1945, 1947 e 1965 (sotto i governi di Achille van Acker, Paul-Henri Spaak e Pierre Harmel), fu nominato Ministro di Stato nel 1963. Fu Primo Ministro in tre periodi: dall'11 agosto 1949 all'8 giugno 1950, dal 6 novembre 1958 al 25 aprile 1961 e dal 17 giugno 1968 al 26 gennaio 1973.
Suo figlio Mark Eyskens è stato anch'egli Primo Ministro.
Durante i suoi incarichi, Eyskens si confrontò con grandi conflitti ideologici e linguistici in Belgio tra cui la Questione reale nel 1950, la Guerra della scuola nel 1958, l'indipendenza del Congo belga nel 1960 e la scissione dell'Università di Lovanio nel 1970.
Curò i primi passi verso il federalismo del Belgio (riforma costituzionale del 1970).
Re Baldovino gli conferì il titolo di visconte (trasmissibile per ordine di primogenitura) il 13 novembre 1973.

## Biografia

### Famiglia
Gaston Eyskens era figlio di Antonius Frans Eyskens (1875-1948), rappresentante di vendita nell'impresa di famiglia per l'industria tessile, e Maria Voeten (1872-1960).
Nel 1931 sposò Gilberte De Petter (1902-1981) con la quale ebbe due figli: Mark Eyskens, che è stato primo ministro del Belgio dal 6 aprile 1981 al 17 dicembre 1981 ed Erik Eyskens, nato a Lovanio il 20 luglio 1935 e morto nel 2008.

### Studi e coinvolgimento politico
Studiò al liceo Koninklijk Atheneum di Lovanio. Nel 1923 superò il concorso per intraprendere gli studi di commercio e scienze consolari presso l'Università Cattolica di Lovanio. Seguì anche corsi presso la Facoltà di Scienze Politiche e sociali.
Nel 1926 Gaston Eyskens passò le selezioni per ulteriori studi negli Stati Uniti, dove ottenne il titolo di Master of Science presso la Columbia University di New York.
Tornato a Lovanio, continuò i suoi studi in economia e conseguì il titolo di dottore di ricerca in commercio nel 1930. Un anno dopo ottenne anche il titolo di Dottore in Scienze Politiche e Sociali. Lo stesso anno divenne assistente presso l'Istituto per l'Economia e poi divenne professore all'Università Cattolica di Lovanio nel 1934, dove insegnò fino al 1957.
Come studente presso l'università, aderì alla Lega cattolica degli studenti fiamminghi senza aderire al nazionalismo fiammingo.
In qualità di membro del Circolo di Studi Sociali degli studenti fiamminghi entrò in contatto con il Movimento Cristiano dei Lavoratori. Nel 1930 insegnò anche presso la Scuola di operatori sociali cristiani del Movimento Cristiano dei Lavoratori.
Aderì poi al Partito Sociale Cristiano.

## Carriera politica

### I primi anni in politica
Nei primi anni 1930 Eyskens divenne capo della segreteria degli esponenti del Partito Sociale Cristiano Edmond Rubbens e Philip Van Isacker quando erano ministri. Nelle elezioni del 1939 Eyskens fu eletto deputato alla Camera dei rappresentanti belga. Fu sempre rieletto nelle successive elezioni, rimanendo deputato fino al 1965.
Per un breve periodo nel 1945 e poi tra il 1947 e il 1949 fu ministro delle Finanze.

### Primo ministro

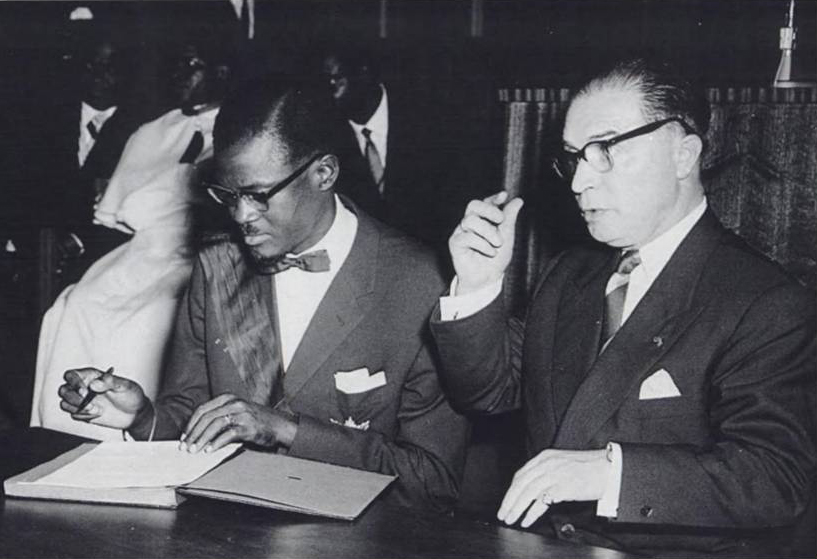
Il primo ministro congolese Patrice Lumumba firma la dichiarazione di indipendenza del Congo insieme al primo ministro belga Gaston Eyskens

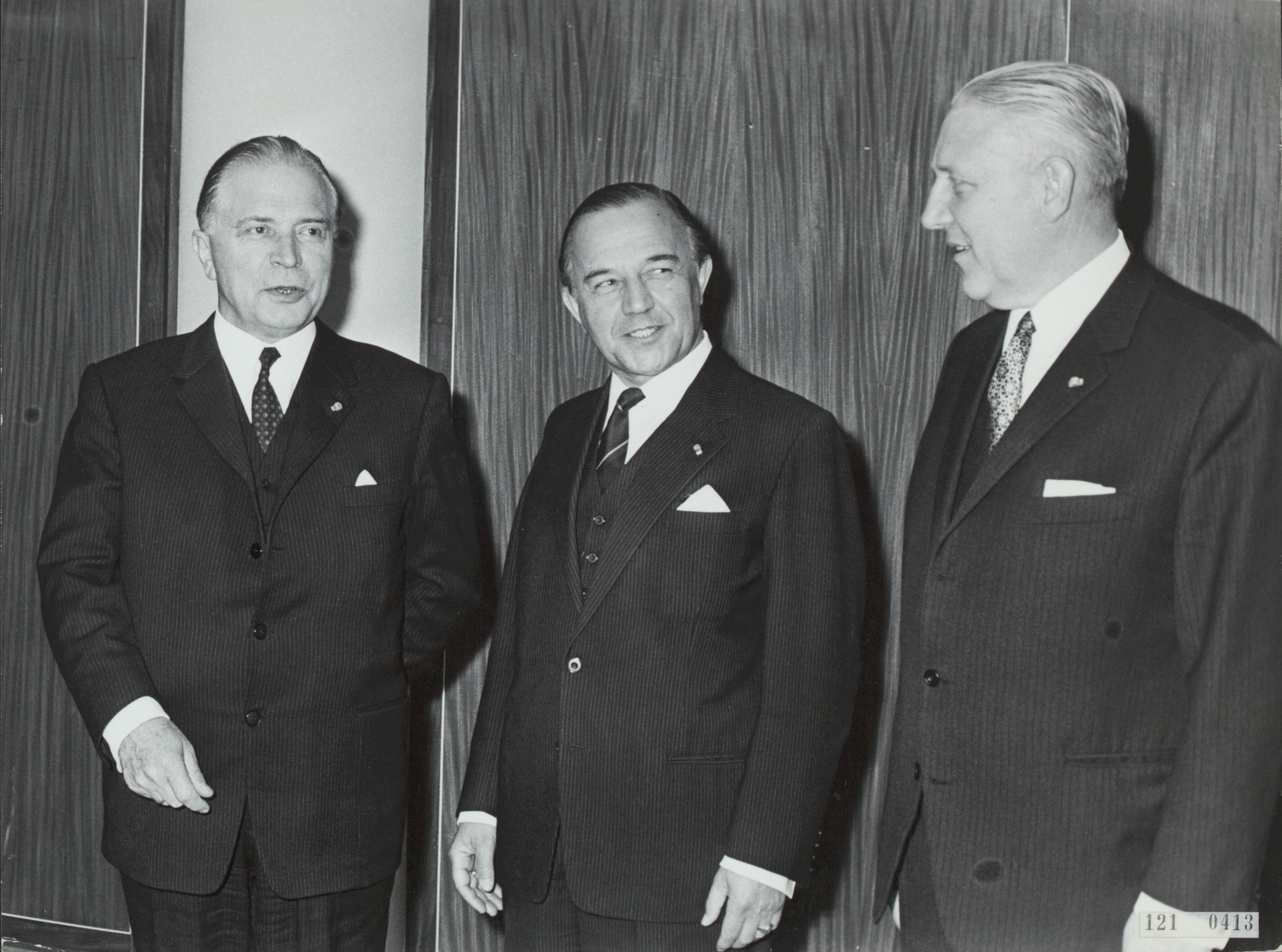
Gaston Eyskens come primo ministro alla Conferenza del Benelux a L'Aia insieme ai primi ministri Piet de Jong (Paesi Bassi) e Pierre Werner (Lussemburgo)

L'11 agosto 1949 Eyskens fu nominato primo ministro e formò un governo (Eyskens I) di coalizione tra cristiani-democratici e liberali. Il suo governo cadde nel giugno 1950 per la "questione reale", una crisi costituzionale causata dal comportamento del re Leopoldo III durante la seconda guerra mondiale. Nel breve governo di Jean Duvieusart (giugno-agosto 1950) Eyskens fu ministro degli affari economici.
Tra il 26 giugno e il 6 novembre 1958 Eyskens guidò un governo di minoranza (Eyskens II), uno dei rari governi in Belgio a non essere di coalizione. Il 6 novembre Eyskens formò un governo di coalizione con i liberali (Eyskens III), che rimase al potere fino al 3 settembre 1960. Il 3 settembre 1960 formò un nuovo governo (Eyskens IV), sempre in coalizione con il partito liberale. Questo governo cadde il 25 aprile 1961 sulla "legge unica" (una serie di riforme che aumentavano la pressione fiscale di 7 miliardi di franchi belgi, tagliavano le spese in materia di istruzione e di esercito, e riformava i sussidi di disoccupazione e le pensioni governative), che aveva provocato scioperi su larga scala. Durante questi anni dovette fare i conti con la guerra scolastica e l'indipendenza del Congo belga.

#### Questione del bilinguismo nelle Università e federalismo
I suoi due governi sono stati afflitti da problemi linguistici, per quanto riguarda la scissione della vecchia Università Cattolica di Lovanio bilingue in un'università di lingua olandese (Katholieke Universiteit Leuven), che rimase a Lovanio e un'università di lingua francese che si trasferì a Louvain-la-Neuve, chiamata Université catholique de Louvain e l'inizio del processo di trasformazione del Belgio da uno stato unitario in una federazione con la creazione delle comunità.

#### Elezione al Senato
Nelle elezioni generali del 1965 Eyskens fu eletto al Senato belga (rieletto nel 1968 e nel 1971). Nel governo guidato da Pierre Harmel (1965-1966) ricoprì il ruolo di ministro delle finanze. Le agitazioni degli studenti e la questione della discriminazione nei confronti della popolazione fiamminga fece cadere il governo belga nel mese di febbraio 1968. Il 17 giugno 1968 Gaston Eyskens formò il suo quinto governo (Eyskens V); questa volta una coalizione di centrosinistra tra i democristiani e i socialisti. Il 20 gennaio 1973 formò il suo sesto ed ultimo governo (Eyskens VI), di nuovo una coalizione con i socialisti.
Ritiratosi dalla politica, è morto a Lovanio il 3 gennaio 1988.

## Il ricordo di Eyskens

Stemma della famiglia Eyskens

Gaston Eyskens è stato un importante politico in Belgio. Attraversò periodi di grande agitazione: la Seconda guerra mondiale, la Questione reale, i grandi scioperi invernali, l'indipendenza del Congo belga, la trasformazione dello Stato belga in federale.
Dopo la sua morte, molte persone e istituzioni hanno iniziato a mostrare interesse per i suoi archivi e la sua documentazione. Gaston Eyskens lasciò una lettera a suo figlio Mark chiedendo che i suoi scritti fossero raccolti insieme. Così nacquero le sue "Memorie".
Leo Tindemans, Herman Van der Wee, Robert Vandeputte e Pierre Harmel resero omaggio ad Eyskens, percorrendo la sua vita politica, i suoi cinquant'anni di storia economica e la riorganizzazione monetaria postbellica, in una conferenza-tributo organizzata il 22 giugno 1985 a Bruxelles.
Per la sua efficacia politica, re Baldovino gli conferì il titolo di visconte.
Nel 1963 fu nominato Ministro di Stato.

## Onorificenze
- Ministro di Stato, da decreto reale del 5 aprile 1973
- Creato Visconte Eyskens da decreto reale nel 13 novembre 1973.

## Pubblicazioni
- Het laatste gesprek. Herinneringen aan veertig jaar politiek leven. Een interview met Jozef Smits, Amsterdam - Antwerpen, 1988.
- De Memoires, Tielt, 1993